# بدنم را گم کردم
بدنم را گم کردم (فرانسوی: J'ai perdu mon corps‎) پویانمایی بزرگسالان فرانسوی در ژانر درام و خیال‌پردازی به کارگردانی ژرمی کلاپین است که در سال ۲۰۱۹ منتشر شد. این فیلم در نود و دومین دوره جوایز اسکار نامزد جایزه اسکار بهترین فیلم پویانمایی شده‌است.

## بازیگران
| شخصیت     | صداپیشه فرانسوی  | صداگذاری بازیگر انگلیسی |
| --------- | ---------------- | ----------------------- |
| نوفل      | حکیم فارس        | دو پتل                  |
| گابریل    | ویکتور دو بوآ    | عالیه شوکت              |
| ژی‌ژی      | پاتریک دسومسائو  | جورج ونت                |
| نوفل جوان | آلفونس ارفی      | تاکر چندلر              |
| پدر       | هشام مصباح       | انور اچ. سمین           |
| مادر      | میریام لوسیف     | سارا لین داوسون         |
| رئوف      | بلامین عبدالمالک | جانی مارس               |
| خانم لاسک | نیکول فاوار      | باربارا گودسون          |
| مادر کودک | سلین رونتی       | تارا سند                |